# Thalassophilus pieperi
Thalassophilus pieperi é uma espécie de insetos coleópteros pertencente à família Carabidae.
A autoridade científica da espécie é Erber, tendo sido descrita no ano de 1990.
Trata-se de uma espécie presente no território português.